# 饶阳镇
饶阳镇（“饶阳”当地读“yáoyáng”），是中华人民共和国河北省衡水市饶阳县下辖的一个乡镇级行政单位。

## 行政区划
饶阳镇下辖以下地区：
路北社区、平安社区、桥西社区、东关村、西关村、南关村、北关村、东草芦村、西草芦村、南刘庄村、端午村、良见村、张池村、朱池村、李池村、邵家村、白池村、菜园村、君香村、孔君道村、段君道村、故城村、东北街村、西南街村、思吉村、罗屯村、富村、东支沃村、西支沃村、刘各庄村、耿各庄村、圈子村、牛村、王村、胡村、褚庄村、田庄村、张铺村、曹庄村和官佐村。

## 交通
- 京九铁路：饶阳站